# Casa de pedra a Kutná Hora
La Casa de pedra (en txec: Kamenný dům) és una casa adossada del gòtic tardà a Kutná Hora, Václavské náměstí 183/26, que avui forma part del museu de la plata de la ciutat. Forma part de l'àrea de conservació de la ciutat inclosa a la Llista del Patrimoni Mundial de la UNESCO.

## Descripció
La casa té tres plantes i un alt frontó triangular amb finestres gòtiques i rica decoració escultòrica, amb violetes, crancs i una flor de cim, i un celler de tres pisos. A la façana del gòtic tardà, un finestral de pedra prismàtica s'alça sobre el pilar central de la doble porta d'entrada del segon pis. A la planta baixa hi ha una gran sala adovellada, envidriada sobre dues columnes centrals, al primer pis hi ha una capella amb finestral. La casa veïna de l'esquerra, reconstruïda a finals del segle XIX, pertanyia originàriament a la casa. La construcció d'aquestes residències testimonia la riquesa de la gent del poble. Avui dia, part de les col·leccions del Museu Txec de la Plata es troben aquí, incloses dues exposicions "Ciutat Alta Reial: cultura i vida burgeses als segles XVII-XIX" i "Lapidari: Art dels picapedrers jagellons".

## Història
La casa va ser construïda entre els anys 1485 i 1499 pel ciutadà Prokop Kroupa, qui va ser elevat a la noblesa l'any 1499, tal com representen els cavallers a l'escut. Els treballs de pedra van ser realitzats pel mestre Brikcius Gauske de Görlitz, qui també va treballar a l'ajuntament de Breslau. La casa va ser reformada l'any 1839 i regotitzada per l'arquitecte Lábler entre els anys 1900 i 1902. Durant la restauració, es van afegir escultures, com la de la Mare de Déu a l'escut, obra del professor J. Kastner.